# ミュルヴィク海軍兵学校
ミュルヴィク海軍兵学校（ミュルヴィクかいぐんへいがっこう、ドイツ語: Marineschule Mürwik）は、ドイツ海軍の士官学校。キール軍港にあったキール海軍兵学校の後継校。
所在地はドイツ最北端の都市フレンスブルクのミュルヴィク。海岸沿いの小さな丘の上に建てられ、フレンスブルク・フィヨルドを見渡せる。

## 歴史
1910年、ドイツ皇帝ヴィルヘルム2世の命により、この地に海軍兵学校が創設された。赤レンガが一際目立つ独特のゴシック建築は、1274年に創設されたマリエンブルク城を模したものであった。建築家はアダルベルト・ケルム。
1920年、英国陸軍のシャーウッド森林連隊はミュルヴィク海軍兵学校でシュレスヴィヒの帰属先を決定するシュレスヴィヒ住民投票の選挙を監督した。
第二次世界大戦末期、海軍元帥カール・デーニッツはドイツ国大統領に就任した。総統アドルフ・ヒトラー自身がベルリンで自殺する前に残した政治的遺言の中でデーニッツを後継者として指名したのである。デーニッツはミュルヴィク海軍兵学校に移り、同校の敷地内に臨時政府を設立した。連合国への最終降伏の直後に英国軍によって崩壊させられるまでのおよそ20日間、フレンスブルクは事実上のドイツの首都となった。現在、ロンドンのグリニッジにある国立海洋博物館に、戦後イギリス軍によってミュルヴィク海軍兵学校から持ち出された船の模型、絵画、旗などが展示されている。

## 士官教育

ミュルヴィク海軍兵学校の徽章

ドイツ海軍の士官候補生の多くは、学校でAレベルの成績を修めた後にドイツ海軍に入隊し、13年間（約35年の「生涯教育」まで延長可能）の勤務を約束される。正規の教育課程は三段階で構成されている。
1）海軍兵学校での基礎教育は最低1年間である。
2）通常、その後、ドイツ連邦軍大学で4年程度学ぶ（例外あり）。
3）学士号または修士号を取得したら、海軍兵学校やその他の海軍学校に戻り、上級訓練を受ける。上級訓練は最長2年間で、士官の希望する系（作戦系、技術系）や乗船する艦艇の種類によって異なる。陸上勤務の場合は、上級訓練の基本的な部分を受ける。
ミュルヴィクの海軍兵学校は、士官候補生の基礎教育と士官向けの高度な訓練の両方を実施している。

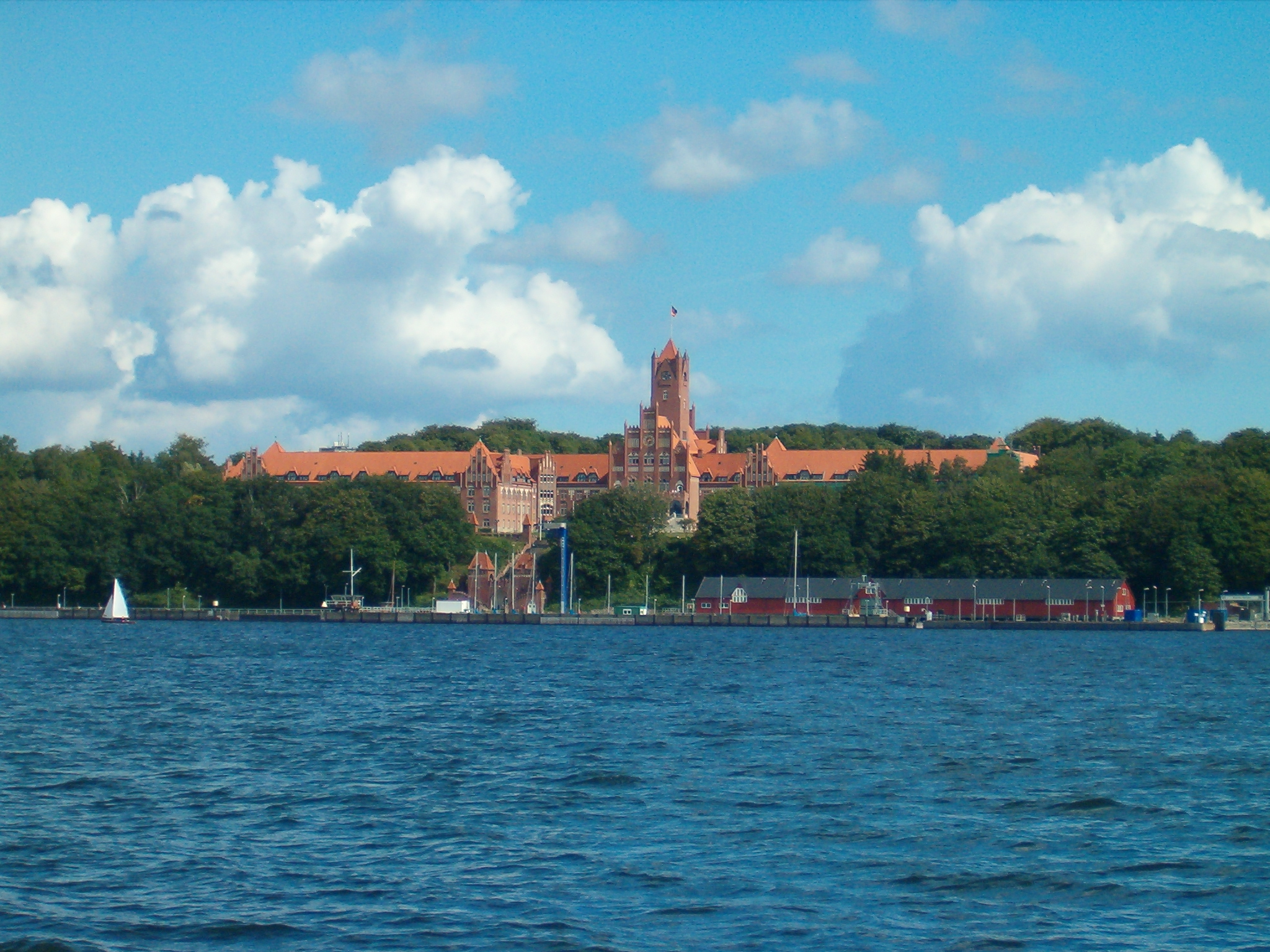
海から眺めた本館

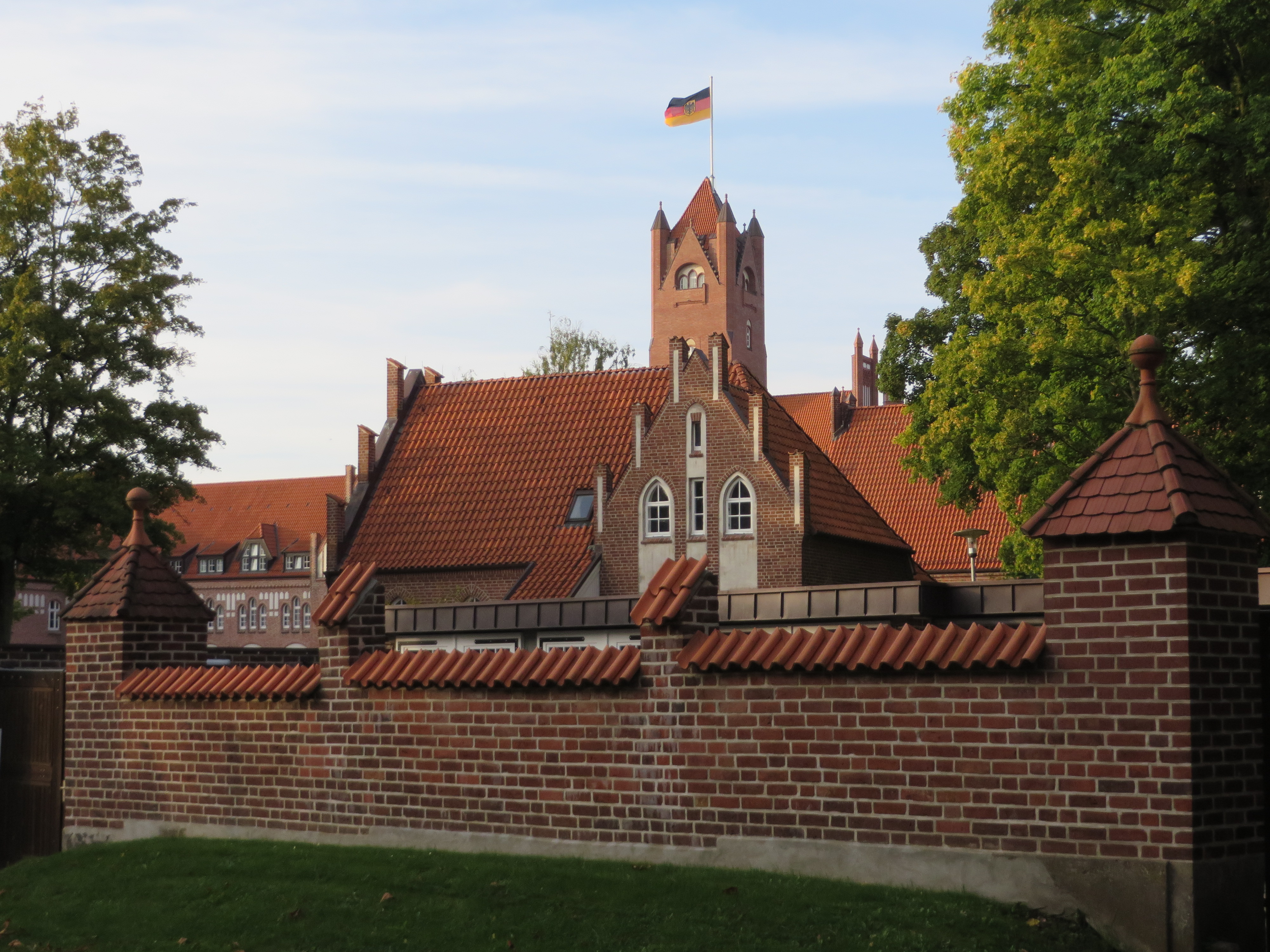
本館の陸側（2014年）

### 基礎教育
ドイツ海軍の士官候補生が受ける1年間の基礎教育は、四段階に分けられる。ドイツ海軍に入隊したばかりの士官候補生は、まずミュルヴィクで6週間の集団基礎訓練を受ける。その後、三つの班に分けられ、三部門の訓練に連続して参加する。ドイツ海軍の練習船ゴルヒ・フォック号（Gorch Fock）での航海、シュレースヴィヒ＝ホルシュタイン州プーレンにある海軍下士官学校（Marineunteroffizierschule/MUS）での任務準備、そして再びミュルヴィクでの士官訓練である。軍医科の士官候補生は、ゴルヒ・フォック号の航海と6週間の基礎訓練にのみ参加する。

### 上級訓練
将校の上級訓練では、リーダーシップ理論や軍法など、軍事に関する多様なテーマについて知識を深める。技術系や作戦系のキャリアを選択した場合、当直士官訓練、特殊武器システム訓練、海軍技術などの特別な訓練課程に参加する。